# Eileen Heckart
Eileen Heckart, nome completo Anna Eileen Heckart (Columbus, 29 marzo 1919 – Norwalk, 31 dicembre 2001), è stata un'attrice statunitense.
Vinse il premio Oscar alla miglior attrice non protagonista nel 1973 per l'interpretazione in Le farfalle sono libere.
Nel 1956 aveva già ricevuto una candidatura al premio Oscar alla miglior attrice non protagonista per il film Il giglio nero.

## Filmografia

### Cinema
- Incontro sotto la pioggia (Miracle in the Rain), regia di Rudolph Maté (1956)
- Lassù qualcuno mi ama (Somebody Up There Likes Me), regia di Robert Wise (1956)
- Fermata d'autobus (Bus Stop), regia di Joshua Logan (1956)
- Il giglio nero (The Bad Seed), regia di Mervyn LeRoy (1956)
- La tua pelle brucia (Hot Spell), regia di Daniel Mann (1958)
- Il diavolo in calzoncini rosa (Heller in Pink Tights), regia di George Cukor (1960)
- I miei sei amori (My Six Loves), regia di Gower Champion (1963)
- Su per la discesa (Up the Down Staircase), regia di Robert Mulligan (1967)
- Non si maltrattano così le signore (No Way to Treat a Lady), regia di Jack Smight (1968)
- The Tree, regia di Robert Guenette (1969)
- Le farfalle sono libere (Butterflies Are Free), regia di Milton Katselas (1972)
- Una donna chiamata moglie (Zandy's Bride), regia di Jan Troell (1974)
- The Hiding Place, regia di James F. Collier (1975)
- Ballata macabra (Burnt Offerings), regia di Dan Curtis (1976)
- Seize the Day, regia di Fielder Cook (1986)
- Gunny, regia di Clint Eastwood (1986)
- Il club delle prime mogli (The First Wives Club), regia di Hugh Wilson (1996)

### Televisione
- The Ford Theatre Hour – serie TV, episodio 2x08 (1950)
- Robert Montgomery Presents – serie TV, 1 episodio (1950)
- Lux Video Theatre – serie TV, 2 episodi (1950-1951)
- The Web – serie TV, 1 episodio (1951)
- The Big Story – serie TV, 1 episodio (1951)
- Out There – serie TV, 1 episodio (1951)
- Suspense – serie TV, 7 episodi (1949-1952)
- Danger – serie TV, 1 episodio (1952)
- Short Short Dramas – serie TV, 1 episodio (1952)
- The Trip to Bountiful, regia di Vincent J. Donehue – film TV (1953)
- Justice – serie TV, 1 episodio (1953)
- Campbell Playhouse – serie TV, 1 episodio (1954)
- Windows – serie TV, 1 episodio (1955)
- The Philco Television Playhouse – serie TV, 5 episodi (1950-1955)
- Goodyear Television Playhouse – serie TV, 4 episodi (1953-1955)
- The Little Foxes, regia di George Schaefer – film TV (1956)
- The Alcoa Hour – serie TV, episodio 2x10 (1957)
- Studio One – serie TV, 3 episodi (1950-1957)
- Kraft Television Theatre – serie TV, 4 episodi (1949-1957)
- Playhouse 90 – serie TV, 2 episodi (1959)
- A Doll's House, regia di George Schaefer – film TV (1959)
- Play of the Week – serie TV, 3 episodi (1960-1961)
- Alfred Hitchcock presenta (Alfred Hitchcock Presents) – serie TV, episodio Coming, mama (1961)
- The New Breed – serie TV, episodio 1x06 (1961)
- Il dottor Kildare (Dr. Kildare) – serie TV, 1 episodio (1962)
- La città in controluce (Naked City) – serie TV, 2 episodi (1962-1963)
- Ben Casey – serie TV, episodio 3x12 (1963)
- Undicesima ora (The Eleventh Hour) – serie TV, 1 episodio (1963)
- La parola alla difesa (The Defenders) – serie TV, 1 episodio (1964)
- The Nurses – serie TV, episodio 3x19 (1965)
- F.B.I. (The F.B.I.) – serie TV, 1 episodio (1965)
- New York Television Theatre – serie TV, 2 episodi (1966)
- Squadra speciale anticrimine (The Felony Squad) – serie TV, episodio 1x03 (1966)
- Il fuggiasco (The Fugitive) – serie TV, 3 episodi (1964-1967)
- CBS Playhouse – serie TV, 1 episodio (1968)
- Una vita da vivere (One Life to Live) – serie TV, 2 episodi (1968)
- Gunsmoke – serie TV, 2 episodi (1965-1969)
- All the Way Home, regia di Fred Coe – film TV (1971)
- Le strade di San Francisco (The Streets of San Francisco) – serie TV, episodio 1x01 (1972)
- The Victim, regia di Herschel Daugherty – film TV (1972)
- Detective anni '30 (Banyon) – serie TV, 1 episodio (1972)
- Love Story – serie TV, 1 episodio (1973)
- Barnaby Jones – serie TV, 1 episodio (1973)
- Wedding Band – serie TV, 1 episodio (1974)
- Lily, regia di Stan Daniels – film TV (1974)
- The F.B.I. Story: The FBI Versus Alvin Karpis, Public Enemy Number One, regia di Marvin J. Chomsky – film TV (1974)
- Hawaii squadra cinque zero (Hawaii Five-O) – serie TV, 1 episodio (1975)
- Rhoda – serie TV, 1 episodio (1976)
- Switch – serie TV, 1 episodio (1976)
- Mary Tyler Moore Show – serie TV, 3 episodi (1975-1976)
- Alice – serie TV, episodi 1x12-1x13 (1976)
- Sunshine Christmas, regia di Glenn Jordan – film TV (1977)
- Angeli volanti (Flying High) – serie TV, 1 episodio (1978)
- Suddenly, Love, regia di Stuart Margolin – film TV (1978)
- The Honeymooners, regia di Jackie Gleason – film TV (1978)
- La Casa Bianca dalla porta di servizio (Backstairs at the White House), regia di Michael O'Herlihy – miniserie TV (1979)
- La casa nella prateria (Little House on the Prairie) – serie TV, episodio 5x17 (1979)
- 3 by Cheever – miniserie TV, 1 episodio (1979)
- Out of the Blue – serie TV, 10 episodi (1979)
- Mamma bianca (White Mama), regia di Jackie Cooper – film TV (1980)
- F.D.R. - Ultimo anno (F.D.R.: The Last Year), regia di Anthony Page – miniserie TV (1980)
- Lou Grant – serie TV, 1 episodio (1980)
- The Big Black Pill, regia di Reza Badiyi – film TV (1981)
- Table Settings, regia di Trevor Evans – film TV (1982)
- Games Mother Never Taught You, regia di Lee Philips – film TV (1982)
- Trauma Center – serie TV, 13 episodi (1983)
- Gloria – serie TV, 1 episodio (1983)
- Trapper John (Trapper John, M.D.) – serie TV, 2 episodi (1981-1984)
- Fifty/Fifty – serie TV, 13 episodi (1984)
- Autostop per il cielo (Highway to Heaven) – serie TV, 1 episodio (1985)
- The Recovery Room, regia di Peter Bonerz – film TV (1985)
- The Ellen Burstyn Show – serie TV, 1 episodio (1986)
- Morning Maggie, regia di Craig Buck – film TV (1987)
- Dalle 9 alle 5, orario continuato (9 to 5) – serie TV, 1 episodio (1987)
- I Robinson (The Cosby Show) – serie TV, 1 episodio (1987)
- Un salto nel buio (Tales from the Darkside) – serie TV, episodio 4x15 (1988)
- Anne McGuire – serie TV, 10 episodi (1988-1989)
- Stuck with Each Other, regia di Georg Stanford Brown – film TV (1989)
- Triumph Over Disaster: The Hurricane Andrew Story, regia di Marvin J. Chomsky – film TV (1993)
- Breathing Lessons, regia di John Erman – film TV (1994)
- Love & War – serie TV, 2 episodi (1993-1994)
- Ultimate Betrayal, regia di Donald Wrye – film TV (1994)
- Le cinque signore Buchanan (The 5 Mrs. Buchanans) – serie TV, 17 episodi (1994-1995)
- Murder One – serie TV, 6 episodi (1996)
- Ellen – serie TV, 1 episodio (1997)
- Quell'uragano di papà (Home Improvement) – serie TV, 1 episodio (1997)
- Cybill – serie TV, 3 episodi (1996-1998)

## Riconoscimenti
- Premio Oscar
  - 1957 – Candidatura alla miglior attore non protagonista per Il giglio nero
  - 1973 – Miglior attrice non protagonista per Le farfalle sono libere

## Doppiatrici italiane
Nelle versioni in italiano dei suoi film, Eileen Heckart è stata doppiata da:
- Wanda Tettoni in Incontro sotto la pioggia, La tua pelle brucia, Il diavolo in calzoncini rosa, Le farfalle sono libere, Alice
- Gemma Griarotti in Ballata macabra, Gunny
- Flora Carosello in La casa nella prateria, Il club delle prime mogli
- Marcella Rovena in Fermata d'autobus
- Rina Morelli in Il giglio nero
- Lydia Simoneschi in Non si maltrattano così le signore
- Anna Miserocchi in Una donna chiamata moglie